# Ptiloglossa matutina
Ptiloglossa matutina är en biart som först beskrevs av Carlos Schrottky 1904.  Ptiloglossa matutina ingår i släktet Ptiloglossa och familjen korttungebin. Inga underarter finns listade i Catalogue of Life.